# Ombrie
L'Ombrie (prononcé : /ɔ̃.bʁi/ ; en italien : Umbria, /ˈumbrja/) est une région d'Italie centrale. Lors du recensement de 2017, elle est peuplée de 885 081 habitants.
Carrefour de passage naturel du nord au sud, d'ouest en est, l'Ombrie est peuplée très tôt, au Paléolithique et au Néolithique, comme attesté par les pièces archéologiques conservées au musée national d'archéologie de l'Ombrie.
La région est l'un des centres de la civilisation étrusque qui fonde la ville de Pérouse (Perugia), actuel chef-lieu de la région. Au Moyen Âge, elle donne naissance à saint François d'Assise. Au XIVe siècle, l'Ombrie passe sous domination papale. Elle rejoint le nouveau royaume d'Italie en 1860.
L'astéroïde (117093) Umbria de la ceinture principale lui est dédié.

## Histoire

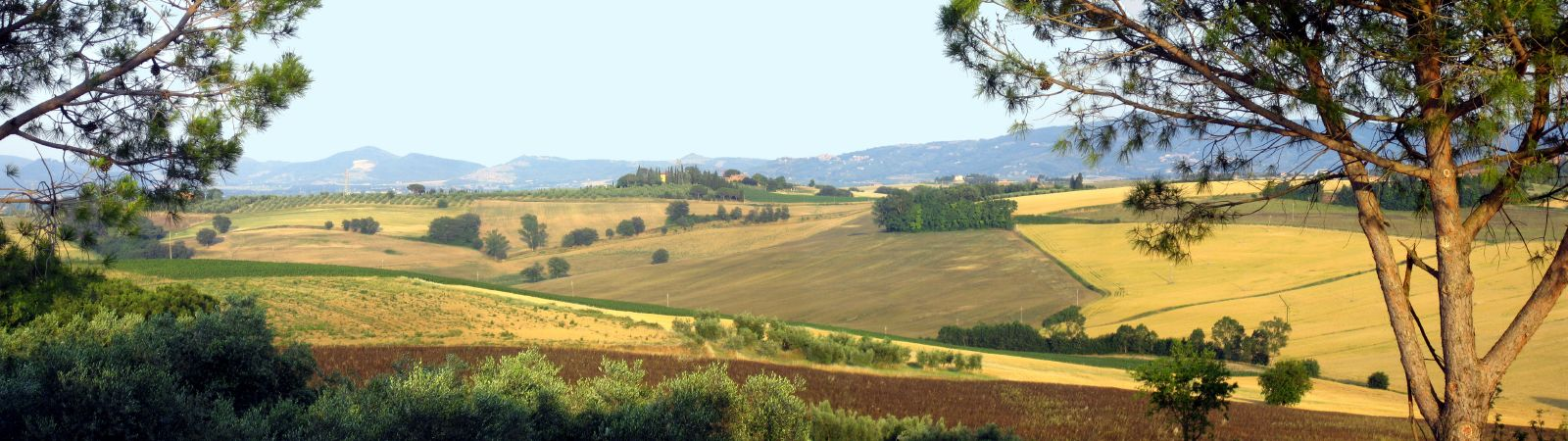
Paysage typique d'Ombrie.

Le nom de la région est issu de la tribu des Umbri (Ombriens), un peuple qui finit par être absorbé par l'expansion romaine. Pline l'Ancien raconte une origine fantaisiste pour le nom tribal qui dériverait du grec ancien ὄμβρος / ómbros, « une douche », qui laisse supposer qu'ils avaient survécu au déluge familier de la mythologie grecque, en leur donnant la prétention d'être la plus ancienne souche d'Italie. En réalité, ils appartiennent à une famille plus large comme les tribus voisines avec des racines similaires. Leur langue est l'ombrien, appartenant au groupe des langues sabelliques. Les Ombriens, comme les tribus voisines, sont probablement issus de la culture Terramare et de Villanova d'Italie du Nord et centrale. Ils pénètrent dans le nord-est du pays actuel au début de l'âge du bronze.
Les Étrusques sont en conflit avec les Ombriens. L'invasion étrusque passe de la côte ouest vers le nord et l'est (700 à 500 av. J.-C.), en poussant les Ombriens vers les hautes terres des Apennins. Néanmoins, la population ombrienne ne semble pas être éradiquée dans les districts conquis. Après la chute des Étrusques, les Ombriens tentent d'aider les Samnites dans leur lutte contre Rome (308 av. J.-C.), bien que les communications avec le Samnium sont toutefois entravées par la forteresse romaine de Narni (fondée en (298 av. J.-C.) et la grande bataille de Sentinum (295 av. J.-C.). La victoire romaine de Sentinum, commence une période d'intégration sous les souverains romains, qui a mis en place des colonies (Spolète) et construit la via Flaminia (220 av. J.-C.), qui devient le principal vecteur de développement romain en Ombrie.
Au cours de l'invasion d'Hannibal de la deuxième guerre punique, la bataille du lac Trasimène voit les Ombriens conserver une certaine neutralité. Pendant la guerre civile romaine entre Marc-Antoine et Octave (40 av. J.-C.), la ville de Pérouse, prise par Antoine est presque entièrement détruite par ce dernier. Au temps de Pline l'Ancien, 49 communautés indépendantes existent toujours en Ombrie et l'abondance des inscriptions et la forte proportion de recrues dans l'armée impériale atteste sa population.
La région moderne de l'Ombrie, cependant, est très différente de l'Ombrie de l'époque romaine dont l'étendue débute dans ce qui est maintenant les Marches du nord, depuis Ravenne, excluait la rive occidentale du Tibre. Pérouse se situait donc en Étrurie et les environs de Norcia dans le territoire des Sabins. Après l'effondrement de l'Empire romain, les Ostrogoths et les Byzantins luttent pour la suprématie dans la région. les Lombards fondent le duché de Spolète, couvrant la majeure partie de l'Ombrie d'aujourd'hui. Quand Charlemagne conquiert la majeure partie des royaumes lombards, certains territoires ombriens sont rétrocédés à la papauté. Certaines villes acquièrent une forme d'autonomie (communes) et étaient souvent en guerre les unes contre les autres dans le contexte du conflit entre la papauté et le Saint-Empire romain germanique ou entre les guelfes et gibelins. Au XIVe siècle, la signoria s'impose, mais les signorie sont fondues dans les États pontificaux, qui ont gouverné la région jusqu'à la fin du XVIIIe siècle.
Après la Révolution française et la conquête française de l'Italie, l'Ombrie faisait partie de la République romaine éphémère (1798–1799) et de l'Empire napoléonien (1809-1814), et correspondait approximativement au département du Trasimène. Après la défaite de Napoléon, le pape récupère l'Ombrie jusqu'en 1860. Après le Risorgimento et l'expansion des Piémontais, l'Ombrie a été incorporée dans le royaume d'Italie. Les frontières de l'Ombrie sont fixées en 1927, avec la création de la province de Terni et la séparation de la province de Rieti, qui est incorporée au Latium.

## Géographie

Altimétrie de l'Ombrie.

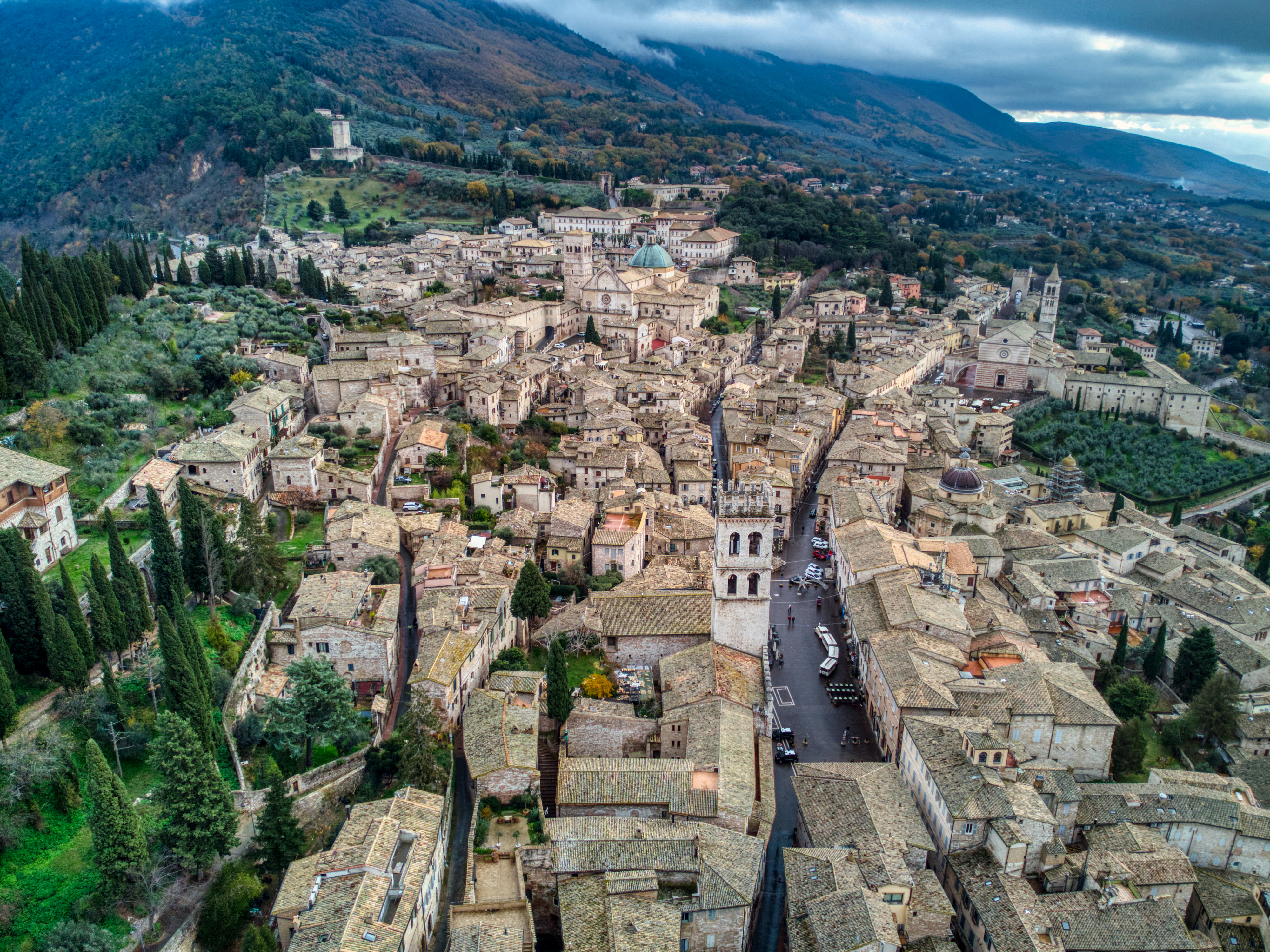
Vue d'Assise.

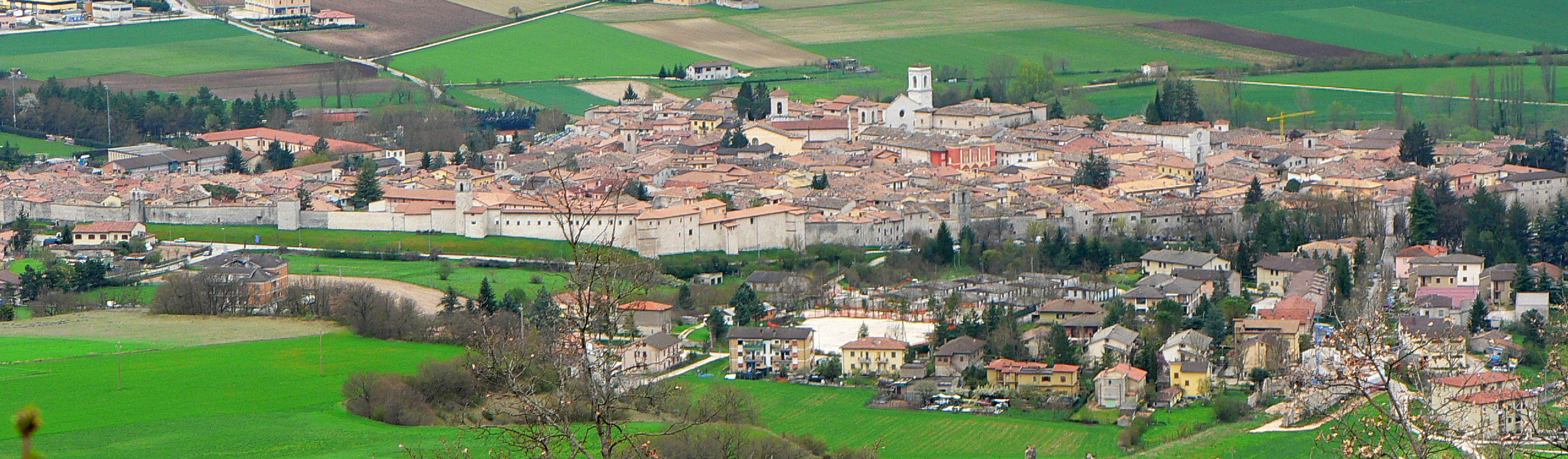
Vue de Norcia.

L'Ombrie est bordée au nord et à l'est par les Marches, à l'ouest et au nord-ouest par la Toscane et au sud par le Latium. Elle est située sur la chaîne des Apennins et est traversée par le Tibre. Le relief est majoritairement montagneux, sa topographie est dominée par les Apennins, avec le point culminant de la région au monte Vettore à la frontière des Marches qui culmine à 2 476 m et le bassin de la vallée du Tibre, avec le point le plus bas à Attigliano (96 m).
Le Tibre traverse l'Ombrie de part en part. Sa source se trouve sur la frontière avec la Toscane et il rejoint le Latium avant de se jeter dans la mer Tyrrhénienne. Trois principaux affluents du Tibre coulent en Ombrie : Le Chiascio, dont le bassin est peu habité, traverse Bastia Umbra et, environ 10 km  plus loin, rejoint le Tibre à Torgiano. Le Topino descend des Apennins ; son cours suit la Via Flaminia, fait un virage serré à Foligno avant de rejoindre le Chiascio au-dessous de Bettona. Le Nera se jette dans le Tibre plus au sud, à Terni ; sa vallée est appelée la Valnerina. Dans la haute Valnerina, la Nera suit des ravins escarpés dans les montagnes ; plus bas, le bassin du Chiascio-Topino traverse une grande plaine alluviale.
Dans l'Antiquité, la plaine était un emboîtement de deux lacs de faible profondeurs, le Lacus Clitorius et le Lacus Umber. Ils furent asséchés par les Romains au fil de plusieurs centaines d'années. Un tremblement de terre au IVe siècle et l'effondrement politique de l'Empire romain a provoqué la détérioration du bassin qui a été asséché une deuxième fois plus de cinq cents ans plus tard. Au cours du XIIIe siècle, les moines bénédictins ont commencé le processus de bonification qui a été complété par un ingénieur de Foligno au XVIIIe siècle.
Dans la littérature, l'Ombrie est parfois définie « cuor verde d'Italia » (le cœur vert de l'Italie). L'expression est tirée d'un poème de Giosuè Carducci.

## Nature
L'Ombrie est une région de moyenne montagne relativement verte, riche en vignes et en oliviers. Le climat est chaud en été, et constamment doux dans la vallée du Tibre ; cependant les hivers peuvent être rudes en montagne, et même dans les centres historiques de villes, souvent perchés sur des sommets (typiquement Pérouse et Orvieto).
Une grande partie du territoire est recouverte de forêts de chênes. Ces forêts abritent une faune sauvage (sangliers) et une avifaune très variée.

## Démographie

### Population
L'évolution de la population de la région de l'Ombrie est :
| Année | Population (hab.) |
| ----- | ----------------- |
| 1861  | 442 000           |
| 1871  | 479 000           |
| 1881  | 497 000           |
| 1901  | 579 000           |
| 1911  | 614 000           |
| 1921  | 658 000           |
| 1931  | 696 000           |
| 1936  | 723 000           |
| 1951  | 804 000           |
| 1961  | 795 000           |
| 1971  | 776 000           |
| 1981  | 808 000           |
| 1991  | 812 000           |
| 2001  | 826 000           |
| 2011  | 884 000           |
| 2021  | 865 000           |

En 2008, l'Institut italien des statistiques (ISTAT) estimait que 75 631 immigrants vivaient en Ombrie, soit 8,5 % de la population totale de la région. Au 31 décembre 2009, la population étrangère résidente était de 93 243 personnes. Les pays les plus représentés sont :
- Roumanie 22 132 (2,46 %) ;
- Albanie 16 418 (1,82 %) ;
- Maroc 9 844 (1,09 %).

### Villes avec plus de20 000 habitants
| Ville             | Population (hab.) | Superficie (km2) |
| ----------------- | ----------------- | ---------------- |
| Pérouse           | 166 839           | 449              |
| Terni             | 109 816           | 211              |
| Foligno           | 53 818            | 263,7            |
| Città di Castello | 39 492            | 387              |
| Spolète           | 38 563            | 349              |
| Gubbio            | 32 542            | 525              |
| Assise            | 26 196            | 186              |
| Orvieto           | 20 841            | 281              |
| Bastia Umbra      | 20 760            | 27,6             |
| Narni             | 20 212            | 197              |

## Blason
« La Région possède son propre blason, un drapeau et un emblème synthèse d'une représentation graphique des Ceri di Gubbio. »

— Art.3, c.3 du Statut régional d'Ombrie
Le Blason de la région a été constitué par la loi régionale du 18 octobre 1973. L'emblème de la région Ombrie se réfère à la manifestation folklorique de la Festa dei ceri, qui figure parmi les plus anciennes de la région. Le symbole a été choisi afin de représenter la région dans sa globalité car il comporte les diverses valeurs caractéristiques de sa culture et de son histoire comme le religieux et le civil, pré-chrétien et chrétien, ancien et moderne, campagnard et urbain.
Dans l'emblème, les trois « ceri » sont de couleur rouge, délimités par des bandes blanches, sur champ argent de forme rectangulaire.

## Économie
La structure économique actuelle est le résultat d'une série de transformations qui ont eu lieu principalement dans les années 1970 et 1980. Au cours de cette période, il y a eu une expansion rapide des petites et moyennes entreprises et un désengagement graduel des grandes entreprises qui constituaient la base industrielle de la région. Ce processus d'ajustement structurel est toujours en cours.
L'agriculture ombrienne est réputée pour son tabac (Valtiberina), son huile d'olive et ses vignobles qui produisent d'excellents vins.
Les cépages régionaux comprennent le blanc d'Orvieto, le Torgiano et Le
Rosso di Montefalco. Un autre produit typique est la truffe noire de la Valnerina, une région qui produit 45 % de ce produit en Italie.
L'industrie alimentaire en produit des abats de porc transformés, confiserie, pâtes alimentaires et les produits traditionnels de Valnerina sous leur forme préservée (truffes, lentilles, fromage). Les autres principales industries sont le textile, transformation du fer et l'acier (Terni), ainsi que les produits chimiques et les céramiques ornementales (Deruta).
La région est la principale aire de production de l'huile extra vierge d'olive Umbria.
Le tourisme avec ses nombreux centres artistiques (Pérouse, Assise, Orvieto) est en développement avec la mise en place de structures d'accueil (gîtes, maisons d'hôtes) sur tout le territoire, revitalisant les zones collinaires rurales délaissées.

### Données économiques
L'économie de la région est surtout basée sur quatre secteurs spécifiques : industrie, artisanat, agriculture et tourisme.
Tableau récapitulatif du Produit intérieur brut (PIB) et le PIB par individu.
|                                             | 2000     | 2001     | 2002     | 2003     | 2004     | 2005     | 2006     |
| ------------------------------------------- | -------- | -------- | -------- | -------- | -------- | -------- | -------- |
| Produit intérieur brut (En million d'euros) | 16 537,0 | 17 520,0 | 17 824,3 | 18 316,9 | 19 257,9 | 19 765,7 | 20 631,1 |
| PIB au prix du marché par habitant (euro)   | 20 105,8 | 21 231,2 | 21 469,9 | 21 777,3 | 22 563,4 | 22 892,9 | 23 703,0 |

Tableau récapitulatif du PIB reparti parmi les principales activités économiques.
| Activité économique                                                             | PIB produit (€) | % secteur sur PIB régional | % secteur sur PIB italien |
| Agriculture, sylviculture, pêche                                                | 403,0           | 1,95                       | 1,84                      |
| Industrie                                                                       | 3 671,8         | 17,80                      | 18,30                     |
| Construction édile                                                              | 1 404,8         | 6,81                       | 5,41                      |
| Commerce, réparations, hôtellerie et restauration, transports et communications | 4 094,4         | 19,85                      | 20,54                     |
| Activité financière; immobilière; entreprises                                   | 4 545,1         | 22,03                      | 24,17                     |
| Autres activités de services                                                    | 4 202,4         | 20,37                      | 18,97                     |
| TVA, impôts indirects nets sur les produits et taxes sur les importations       | 2 309,7         | 11,2                       | 10,76                     |
| PIB Ombrie au prix du marché                                                    | 20 631,1        |                            |                           |

## Politique

### Organisation institutionnelle
L'Ombrie est une région à statut ordinaire de la République italienne. Le pouvoir législatif est exercé par le conseil régional (en italien : Consiglio Regionale), qui porte depuis 2013 le titre d'Assemblée législative (en italien : Assemblea legislativa), et compte 21 membres élus pour cinq ans au scrutin proportionnel. Le pouvoir exécutif revient au président de la junte régionale (en italien : Presidente della Giunta regionale), élu pour cinq ans au suffrage universel direct.

### Paysage politique

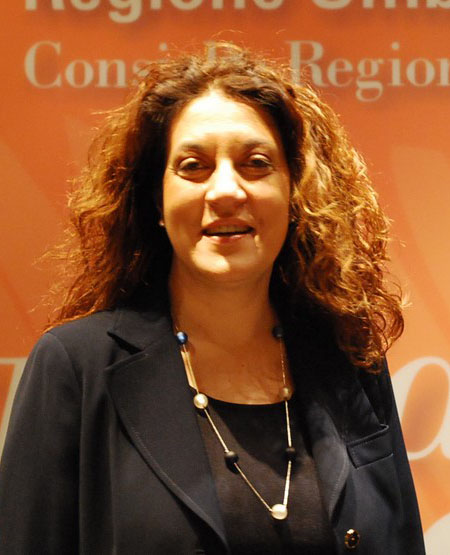
Catiuscia Marini, présidente de la région de 2010 à 2019.

L'Ombrie est un temps un fief de la gauche italienne. Avec l'Émilie-Romagne, les Marches et la Toscane, elles forment alors le « quadrilatère rouge », bastion du Parti communiste italien (PCI). Depuis le tournant de Bologne, la scène politique régionale reste dominée par les successeurs du PCI : le Parti démocrate de la gauche (PDS), puis les Démocrates de gauche (DS) et enfin le Parti démocrate (PD).
Ainsi au cours des élections régionales du 31 mai 2015, la coalition du centre gauche constituée par le PD a rassemblé 42,8 % des voix, faisant élire 13 membres de l'Assemblée législative sur 21, dont la présidente de la junte régionale Catiuscia Marini. Le centre droit — dominée par la Ligue du Nord et Forza Italia — de Claudio Ricci a totalisé pour sa part 39,3 % des suffrages, loin devant le Mouvement 5 étoiles (M5S) qui obtient 14,3 % des exprimés.
Toutefois lors des élections générales de 2018, la coalition de centre droit a réuni 36,8 % des voix, tandis que le M5S est devenu le premier parti avec 27,5 % des suffrages exprimés.
En mai 2019, à la suite de la révélation d'un scandale lié au système sanitaire de la région, Catiuscia Marini démissionne de la présidence.
Avec les élections régionales d’octobre 2019 en Ombrie, qui sont marquées par la large victoire de la coalition de droite et le succès de la Ligue, qui remporte à elle seule 37 % des voix dans une région administrée par la gauche depuis un demi-siècle, Matteo Salvini renforce son statut d'homme fort des droites italiennes.

## Administration

Les deux provinces d'Ombrie.

L'Ombrie est subdivisée en deux provinces :
- province de Pérouse,
  - Communes de la province de Pérouse (59)
- province de Terni
  - Communes de la province de Terni (33)

| Province            | Superficie (km2) | Population | Densité (hab./km2) |
| ------------------- | ---------------- | ---------- | ------------------ |
| province de Pérouse | 6 334            | 660 040    | 104,2              |
| province de Terni   | 2 122            | 232 311    | 109,5              |

### Parcs naturels
Les parcs naturels d'Ombrie sont au nombre de six, dont cinq dans la province de Pérouse et un dans celle de Terni :
- parc du mont Cucco ;
- parc du mont Subasio ;
- parc naturel régional du Lac Trasimène ;
- parc naturel régional du Colfiorito ;
- parc fluvial du Tibre ;
- parc fluvial du Nera.

Le parc national des Monts Sibyllins est partagé avec la région des Marches où se situe le siège.